# Tur Abdim

Mapa de Tur Abdim mostrando aldeias siríacas e mosteiros. Os mosteiros existentes são indicados por cruzes vermelhas; mosteiros abandonados, por laranjas

Tur Abdim (em siríaco: ܛܽܘܪ ܥܰܒܕܺܝܢ ou ܛܘܼܪ ܥܲܒܕܝܼܢ; romaniz.: Ṭūr ʿAḇdīn; em latim: Tur Abdim) é uma região montanhosa situada no sudeste da Turquia, incluindo a metade oriental da província de Mardim e a província de Xernaque, a oeste da fronteira com a Síria. É famosa desde a Antiguidade Tardia por seus mosteiros cristãos na fronteira do Império Romano e do Império Sassânida. A área é um planalto baixo nas montanhas Antitauro que se estende de Mardim no oeste até o Tigre no leste e delimitado pelas planícies da Mesopotâmia ao sul. O Tur Abdim é povoado por mais de 80 aldeias e quase 70 edifícios de mosteiros e era principalmente siríaco ortodoxo até o início do século XX. Os primeiros edifícios cristãos sobreviventes datam do século VI.
Na Antiguidade Tardia, a área fazia parte da província da Mesopotâmia do Império Romano e um importante centro do cristianismo romano, chamado em latim de Monte Másio (em latim: Mons Masius) ou Izla. Tur Abdim foi fortificado pelo Imperador Constâncio II (r. 337–361), que construiu a Fortaleza de Rabdião para defendê-la durante as Guerras Romano-Persas. Após o fracasso da Guerra Persa de Juliano em 363, Tur Abdim tornou-se parte do Império Sassânida, juntamente com o território restante das cinco províncias transtigrinas e as fortalezas próximas de Nísibis e Bezabde. Os numerosos mosteiros de Tur Abdim eventualmente se tornaram parte da Igreja do Oriente organizada no Concílio de Selêucia-Ctesifonte em 410. Eles assumiram principalmente a posição miafisista do Cristianismo não calcedoniano após o Concílio de Calcedônia de 451. Depois um período de perseguição pela Igreja estatal de Calcedônia do Império Romano e durante a Guerra Bizantino-Sassânida de 602-628, os mosteiros de Tur Abdim desfrutaram de uma prosperidade particular sob o domínio árabe no final do século VII.
A Fortaleza de Rabdião foi mencionada pelo historiador grego do século VI, Procópio, enquanto a Notitia Antiochena do século VI e o trabalho do geógrafo grego do século VII, Jorge de Chipre, atestam que Turabdio (em latim: Turabdium) era uma sé episcopal. A sé do bispo de Turabdio era provavelmente a Vila de Há, na qual havia, além do mosteiro do século VI em funcionamento, várias igrejas em ruínas, incluindo a catedral. Tur Abdim tornou-se parte do Califado Ortodoxo em 640, durante a conquista muçulmana do Levante. As comunidades siríacas ortodoxas floresceram sob o domínio islâmico inicial; sabe-se que cerca de 30 estruturas foram totalmente construídas ou reconstruídas nos 150 anos seguintes, durante os quais a maioria das igrejas das aldeias foi construída.
O nome "Tur Abdim" é siríaco: ܛܘܪ ܥܒܕܝܢ , lit.:  'Montanha dos Servos [de Deus]'. Tur Abdim é de grande importância para os assírios siríacos ortodoxos, para quem a região costumava ser um centro monástico e cultural. A comunidade assíria/síria de Tur Abdim se autodenomina Suryoye, e tradicionalmente fala um dialeto neo-aramaico central chamado Turoyo.